# Черес (пояс)

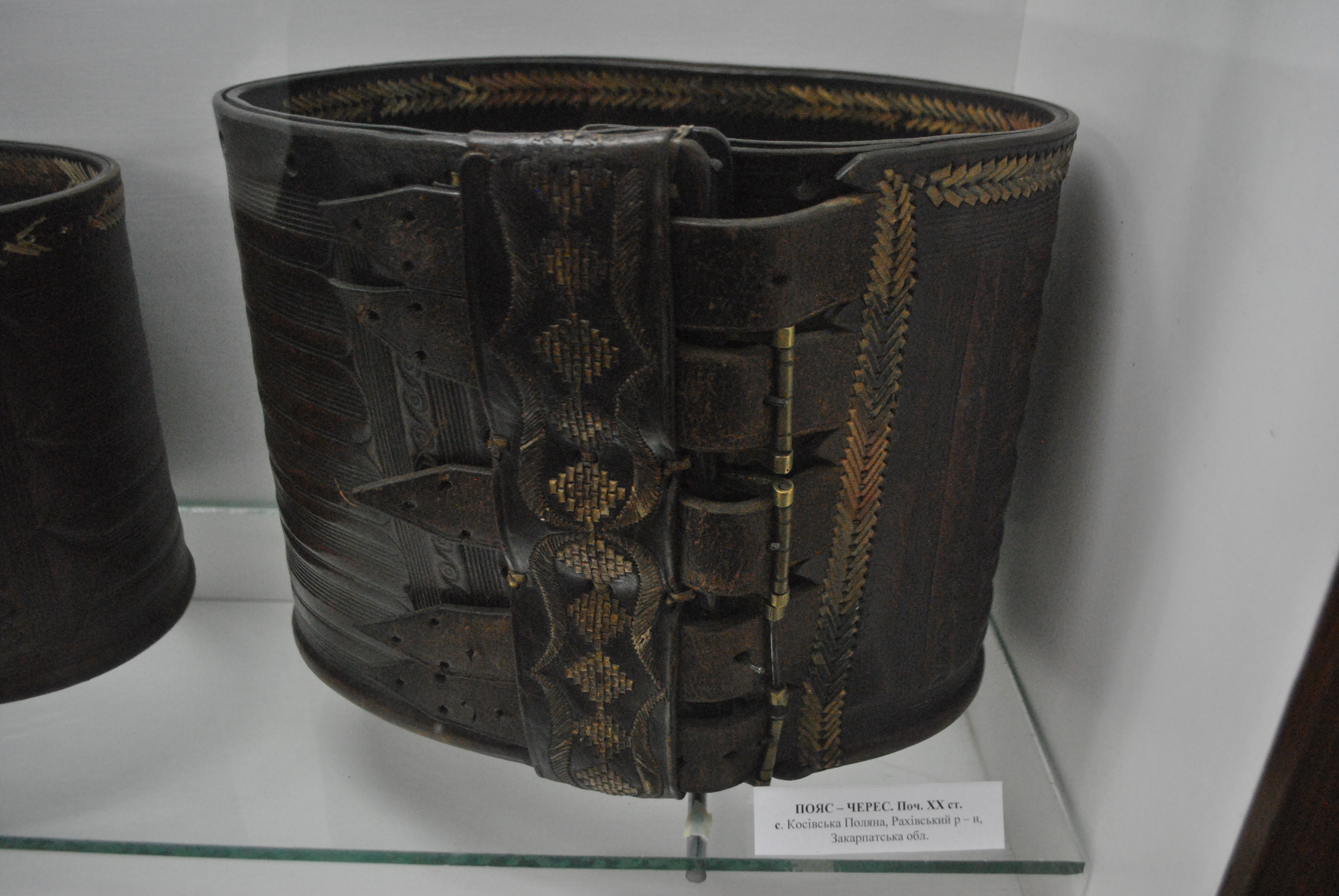
Гуцульский пояс-черес XX в. из собрания музея народной культуры Гуцульщины и Покутья в Коломые (Ивано-Франковская область)

Черес (укр. , от праслав. *čersъ < *kertso-; рум. chimir, serpar, пол. sros, opasek) — мужской кожаный пояс, распространён в горных районах Карпат среди проживающих там народов: гуцулов, лемков, румын, венгров, сотаков, словаков и гуралей.
Имеет различные размеры: от одной-двух до шести пряжек, скрепляющих такое же количество сшитых вместе ремней. Самые широкие пояса (до 30 см) носят в северной Румынии (Марамуреш, Оаш), восточной Словакии и Южной Польше (Подгале). Черес изготавливается из целого куска коровьей или воловьей кожи, сложенной пополам таким образом, чтобы сгиб был снизу, а сверху пояс сшивается за исключением для промежутков, где предусмотрены карманы. Черес украшается бляшками из меди и прочего металла, металлическими же пуговицами, цепочками, плетением из цветных кожаных тесёмок, тиснением и т. д. С правой стороны расположен кошелёк для денег и приспособлений для курения. К чересу подвешивается нож и металлический топорик — бартка.
Черес до сих пор используется в быту в Польше, Румынии и на Западе Украины в качестве рабочей одежды, также является неотъемлемым атрибутом народных костюмов карпатских народов. Он не поддерживает штаны, в отличие от обычного ремня, однако защищают тело от травм, являются водонепроницаемыми, а в прохладную погоду обеспечивают тепло.